# Marshawn Lynch
Pour les articles homonymes, voir Lynch.
(en) Statistiques sur pro-football-reference
Marshawn Terrell Lynch, né le 22 avril 1986 à Oakland en Californie, est un joueur américain de football américain évoluant au poste de running back. Surnommé Beast Mode, il joue en National Football League pour les Bills de Buffalo, les Seahawks de Seattle et les Raiders d'Oakland. Avec Seattle, Lynch remporte le Super Bowl XLVIII contre les Broncos de Denver.
L'un des meilleurs coureurs de l'histoire des Golden Bears de la Californie, Marshawn Lynch est sélectionné au douzième rang de la draft 2007 de la NFL par les Bills de Buffalo.
Il est surnommé Beast Mode de par son style de jeu puissant avec des courses lors desquelles il casse des plaquages, rebondit sur les défendeurs et surclasse physiquement ses adversaires.

## Biographie

### Jeunesse
Marshawn Terrell Lynch naît le 22 avril 1986 à Oakland en Californie de l'union de Maurice Sapp et de Delisa Lynch. La sage-femme qui réalise son accouchement découvre un second placenta mais pas de jumeau et déclare à sa mère « Ne soyez pas surprise s'il grandit et devient vraiment fort »,. Marshawn a une sœur, Marreesha, et deux frères Davonte et David. Élevé par sa mère, le jeune Marshawn ne voit pas son père qui est condamné à plusieurs reprises pour vol et purge une peine de 24 ans de prison. Il grandit dans un quartier difficile d'Oakland. Son oncle, Lorenzo Lynch a joué 11 saisons en NFL au poste de cornerback.
Au lycée technique d'Oakland, Lynch est une vedette dans quatre sports : au football américain, au basket-ball, en athlétisme et en lutte. Lors de sa saison 2003, il inscrit 33 touchdowns en dix rencontres. Il est utilisé principalement en tant que running back mais également aux postes de wide receiver, de quarterback et aussi en défense comme arrière défensif.

### Carrière universitaire

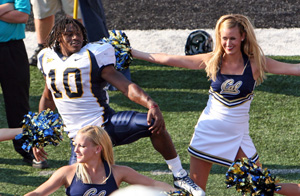
Marshawn Lynch s'étirant entre des danseuses de l'équipe universitaire.

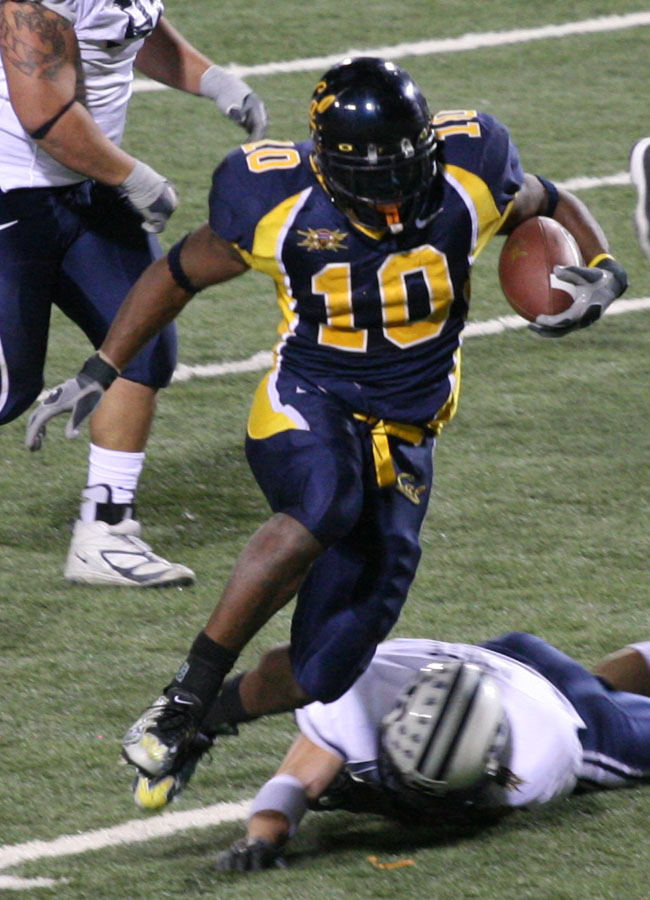
Marshawn Lynch sous le maillot 10 des Golden Bears esquivant un plaquage.

Lynch opte pour l'université de Californie à Berkeley où il étudie et joue pour les Golden Bears de la Californie. Après une première saison en tant que remplaçant de J. J. Arrington en 2004, Lynch devient titulaire pour la saison 2005 après le départ d'Arrington en National Football League. Il change son numéro 24 pour le numéro 10, celui de ses années lycée. Il court pour 124,6 yards par match en dix rencontres, et progresse tout au long de la saison.
Alors qu'il attend dans sa voiture pour assister à une cérémonie de remise de diplômes de sa sœur, un tireur tire à plusieurs reprises en direction de Marshawn Lynch et de son véhicule, mais le joueur n'est pas touché. Vingt minutes plus tard, la mère du joueur reçoit un appel s'excusant et expliquant qu'il s'agit d'une erreur.
Lors de la saison 2006, Cal enchaîne les victoires. Lors de la rencontre contre les rivaux de UCLA, l'université de Californie remporte la rencontre, notamment grâce à un touchdown à la course et un autre à la passe de Lynch. Les Golden Bears remportent la rencontre sur le score de 38 à 24.

### Carrière professionnelle

#### Bills de Buffalo (2007-2010)

##### Sélection par les Bills de Buffalo
Invité au NFL Scouting Combine 2007, Marshawn Lynch s'assure d'être sélectionné au premier tour avec un temps de 4,46 s sur le sprint de 40 yards. 
| Taille               | Poids           | Bras           | Main          | Sprint   | Sprint   | Sprint   | Shuttle 20 yards | 3 cones drill | Détente         | Détente             | Développé couché | Test Wonderlic |
| Taille               | Poids           | Bras           | Main          | 40 yards | 10 yards | 20 yards | Shuttle 20 yards | 3 cones drill | verticale       | horizontale         | Développé couché | Test Wonderlic |
| 1,81 m (5 ft 11⅛ in) | 98 kg (215 lbs) | 79 cm (31⅛ in) | 23 cm (9¼ in) | 4,46 s   | 1,60 s   | 2,67 s   | 4,55 s           | 7,05 s        | 90 cm (35,5 in) | 3,18 m (10 ft 5 in) | 20               | 14             |

Lynch est sélectionné au 12e rang du premier tour de la draft 2007 de la NFL par les Bills de Buffalo. Les Bills le recrutent afin de remplacer Willis McGahee, échangé quelques semaines plus tôt pour avoir insulter la ville. Attiré par sa vitesse, ses mains sûres et sa personnalité, les Bills espèrent l'utiliser comme Marshall Faulk à Saint-Louis. Lynch est le deuxième running back de sa promotion choisi après Adrian L. Peterson. Il signe un contrat de six ans pour un montant de 18,93 millions de dollars dont 10,285 garantis avec les Bills. Il pense atterrir à New York et non à Buffalo dans l'État de New York.

##### Débuts réussis en NFL
Lynch inscrit son premier touchdown en National Football League dès son premier match le 9 septembre 2007. Il gagne 90 yards mais les Bills de Buffalo perdent 14 à 15 contre les Broncos de Denver. Le 4 novembre, contre les Bengals de Cincinnati, Marshawn Lynch inscrit un touchdown à la course de 56 yards et un à la passe en position de quarterback pour Robert Royal. Il court pour un total de 153 yards, son record en carrière. Lors de la neuvième semaine de compétition de la saison, Lynch se blesse sévèrement à la cheville contre les Dolphins de Miami et doit manque les trois rencontres suivantes. De retour sur les terrains contre ces mêmes Dolphins, le running back court pour 107 yards.
Il finit sa première saison à Buffalo avec 1 115 yards et sept touchdowns.

##### Des affaires au départ forcé
Le 31 mai 2008, alors qu'il est au volant de sa Porsche Cayenne, Lynch renverse, blesse une femme et fuit sa victime. Un mois plus tard, il plaide coupable et trouve un accord afin d'éviter tout charge criminelle. Il perd son permis de conduire à la suite de l'incident.
En mars 2009, Lynch est condamné à 80 heures de travaux communautaires et à trois ans de libération conditionnelle pour port d'arme illégal, un pistolet semi-automatique retrouvé dans un véhicule sans plaques d'immatriculation avec une odeur de marijuana. La NFL le suspend pour trois rencontres du début de la saison 2009 pour cette affaire. Mis en concurrence avec Fred Jackson, il souffre de la comparaison avec le joueur non-sélectionné qui n'est pas moins bon que lui.
Le début de la saison 2010 est difficile, les Bills commencent par quatre défaites consécutives.

#### Seahawks de Seattle
En 2010, Lynch est échangé par les Bills aux Seahawks de Seattle en échange d'un choix de quatrième tour de la draft 2011 et un choix de la draft 2012 dépendant de ses performances. Cet échange s'inscrit dans un processus de reconstruction pour les Bills qui ont sélectionné C. J. Spiller au premier tour. Les Seahawks ont saisi l'opportunité en débauchant un running back dans un secteur où ils ont un manque. Lynch y retrouve Justin Forsett, son ancien coéquipier à l'université.

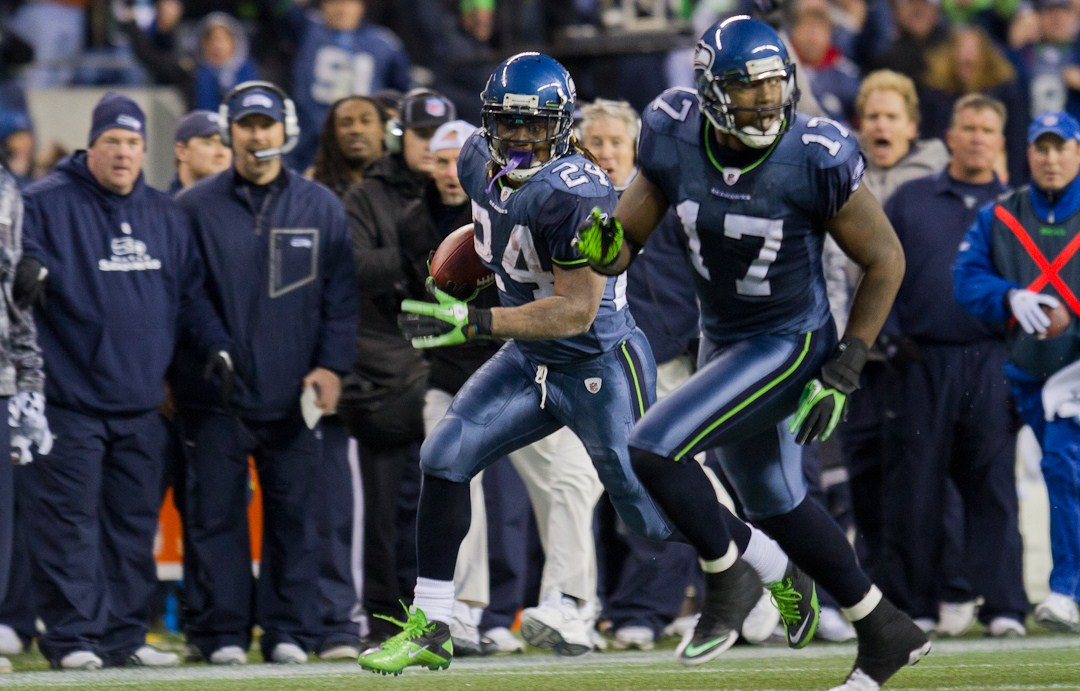
Marshawn Lynch et Mike Williams en 2011.

Contre l'équipe la plus faible de la saison, les Panthers de la Caroline, Lynch inscrit trois touchdowns pour la première fois de sa carrière, deux sur des courses d'un yard dans le troisième quart-temps et un de 22 yards dans le dernier quart-temps.
Le 8 janvier 2011, Lynch inscrit un touchdown de 67 yards contre les Saints de la Nouvelle-Orléans en rencontre éliminatoire. Sur cette course, il domine toute la défense des Saints pour réussir à donner la victoire à son équipe, loin d'être favorite. La célébration des supporteurs du stade est si forte qu'elle crée un tremblement de terre, donnant le nom de « Beast Quake » à cette course,.
En mars 2012, Marshawn Lynch signe un nouveau contrat de quatre années avec les Seahawks d'une valeur totale de 31 millions de dollars dont 18 millions garantis.
Lynch termine la saison régulière 2013 en tant que meilleur marqueur de touchdown à la course de la saison à égalité avec Jamaal Charles.
En février 2014, il participe à la victoire des Seahawks lors du Super Bowl XLVIII, dans lequel il marque un touchdown. Lors de cette saison, il est réprimandé à de nombreuses reprises par la NFL, notamment pour avoir célébré ses touchdowns en attrapant son entre-jambe. À la fin de la saison régulière, il néglige les médias et reçoit une amende de 100 000 dollars. Il souhaite porter des chaussures en or contre les Packers de Green Bay alors que la ligue l'interdit et est menacé de n'être pas autorisé à entrer sur le terrain s'il les porte. Il participe au Super Bowl XLIX, marque un nouveau touchdown, mais perd face aux Patriots de la Nouvelle-Angleterre. Alors que Seattle est à un yard de marquer un touchdown décisif, Pete Carroll choisit de ne pas courir avec Lynch et d'appeler une passe de Russell Wilson qui est interceptée par Malcolm Butler. Ce choix est considéré comme l'un des pires de l'histoire du Super Bowl.
Le 7 février 2016, il annonce via Twitter sa retraite des terrains à cause de trop nombreuses blessures au niveau de la cheville. Marshawn Lynch se retire avec une bague de Champion NFL, deux titres de Champion NFC et 5 Pro Bowls.

#### Raiders d'Oakland
Avant le début de la saison 2017, Lynch souhaite sortir de sa retraite et retrouver les terrains. Le running back a envie de rejoindre la franchise de sa ville natale, les Raiders d'Oakland. Après plusieurs semaines de négociations et de rumeurs, Marshawn Lynch signe un contrat de deux ans avec les Raiders qui doit alors trouver un accord avec les Seahawks de Seattle pour obtenir les droits du joueur. Le 26 avril 2017, les deux clubs trouvent un accord — via l'échange de tours pour la draft 2018 — et Lynch devient un joueur des Raiders.

### Vie privée
Marshawn Lynch est le cousin des sportifs JaMarcus Russell et Josh Johnson (en), ainsi que du chanteur Mistah F.A.B. (en).

## Statistiques

### Université
| Année  | Équipe     | Statut | MJ |     | Courses | Courses | Courses | Courses |       | Passes réceptionnées | Passes réceptionnées | Passes réceptionnées | Passes réceptionnées |
| Année  | Équipe     | Statut | MJ | Nb. | Yards   | Moy.    | TD      | Nb.     | Yards | Moy.                 | TD                   |                      |                      |
| 2004   | Californie | Fr.    | 12 | 71  | 628     | 8,8     | 8       | 19      | 147   | 7,7                  | 2                    |                      |                      |
| 2005   | Californie | So.    | 10 | 196 | 1 246   | 6,4     | 10      | 15      | 125   | 8,3                  | 0                    |                      |                      |
| 2006   | Californie | Jr.    | 13 | 223 | 1 356   | 6,1     | 11      | 34      | 328   | 9,6                  | 4                    |                      |                      |
| Totaux | Totaux     | Totaux | 35 | 490 | 3 230   | 6,6     | 29      | 68      | 600   | 8,8                  | 6                    |                      |                      |

### NFL
| Année              | Équipe              | MJ                 |       | Courses | Courses | Courses | Courses |       | Passes réceptionnées | Passes réceptionnées | Passes réceptionnées | Passes réceptionnées |  | Fumbles | Fumbles |
| Année              | Équipe              | MJ                 | Nb.   | Yards   | Moy.    | TD      | Nb.     | Yards | Moy.                 | TD                   | Nb.                  | Perdus               |  |         |         |
| 2007               | Bills de Buffalo    | 13                 | 280   | 1 115   | 4,0     | 7       | 18      | 184   | 10,2                 | 0                    | 2                    | 1                    |  |         |         |
| 2008               | Bills de Buffalo    | 15                 | 250   | 1 036   | 4,1     | 8       | 47      | 300   | 6,4                  | 1                    | 2                    | 1                    |  |         |         |
| 2009               | Bills de Buffalo    | 13                 | 120   | 450     | 3,8     | 2       | 28      | 179   | 6,4                  | 0                    | 3                    | 1                    |  |         |         |
| 2010               | Bills de Buffalo    | 4                  | 37    | 164     | 4,4     | 0       | 1       | 7     | 7,0                  | 0                    | 1                    | 1                    |  |         |         |
| 2010               | Seahawks de Seattle | 12                 | 165   | 573     | 3,5     | 6       | 21      | 138   | 6,6                  | 0                    | 3                    | 3                    |  |         |         |
| 2011               | Seahawks de Seattle | 15                 | 285   | 1 204   | 4,2     | 12      | 28      | 212   | 7,6                  | 1                    | 3                    | 2                    |  |         |         |
| 2012               | Seahawks de Seattle | 16                 | 315   | 1 590   | 5       | 11      | 23      | 196   | 8,5                  | 1                    | 5                    | 2                    |  |         |         |
| 2013               | Seahawks de Seattle | 16                 | 301   | 1 257   | 4,2     | 12      | 36      | 316   | 8,8                  | 2                    | 4                    | 1                    |  |         |         |
| 2014               | Seahawks de Seattle | 16                 | 280   | 1 306   | 4,7     | 13      | 37      | 367   | 9,9                  | 4                    | 3                    | 2                    |  |         |         |
| 2015               | Seahawks de Seattle | 7                  | 111   | 417     | 3,8     | 3       | 13      | 80    | 6,2                  | 0                    | 0                    | 0                    |  |         |         |
|                    |                     |                    |       |         |         |         |         |       |                      |                      |                      |                      |  |         |         |
| 2017               | Raiders d'Oakland   | 15                 | 207   | 891     | 4,3     | 7       | 20      | 151   | 7,6                  | 0                    | 1                    | 1                    |  |         |         |
| 2018               | Raiders d'Oakland   | 6                  | 90    | 376     | 4,2     | 3       | 15      | 84    | 5,6                  | 0                    | 0                    | 0                    |  |         |         |
| 2019               | Seahawks de Seattle | 1                  | 12    | 34      | 2,8     | 1       | -       | -     | -                    | -                    | 0                    | 0                    |  |         |         |
| Totaux en carrière | Totaux en carrière  | Totaux en carrière | 2 453 | 10 413  | 4,2     | 85      | 287     | 2 214 | 7,7                  | 9                    | 27                   | 15                   |  |         |         |

| Année              | Équipe              | MJ                 |     | Courses | Courses | Courses | Courses |       | Passes réceptionnées | Passes réceptionnées | Passes réceptionnées | Passes réceptionnées |  | Fumbles | Fumbles |
| Année              | Équipe              | MJ                 | Nb. | Yards   | Moy.    | TD      | Nb.     | Yards | Moy.                 | TD                   | Nb.                  | Perdus               |  |         |         |
| 2010               | Seahawks de Seattle | 2                  | 23  | 133     | 5,8     | 1       | -       | -     | -                    | -                    | 0                    | 0                    |  |         |         |
| 2012               | Seahawks de Seattle | 2                  | 36  | 178     | 4,9     | 2       | 4       | 46    | 11,5                 | 0                    | 2                    | 2                    |  |         |         |
| 2013               | Seahawks de Seattle | 3                  | 65  | 288     | 4,4     | 4       | 1       | 3     | 3                    | 0                    | 0                    | 0                    |  |         |         |
| 2014               | Seahawks de Seattle | 3                  | 63  | 318     | 5       | 2       | 5       | 63    | 12,6                 | 0                    | 1                    | 1                    |  |         |         |
| 2015               | Seahawks de Seattle | 1                  | 6   | 20      | 3,3     | 0       | 2       | 15    | 7,5                  | 0                    | 0                    | 0                    |  |         |         |
| 2019               | Seahawks de Seattle | 2                  | 18  | 33      | 1,8     | 3       | 2       | 25    | 12,5                 | 0                    | 0                    | 0                    |  |         |         |
| Totaux en carrière | Totaux en carrière  | Totaux en carrière | 211 | 970     | 4,6     | 12      | 14      | 152   | 10,9                 | 0                    | 3                    | 3                    |  |         |         |

## Aspects financiers
Le tableau ci-dessous récapitule les revenus en carrière de Marshawn Lynch en National Football League.
| 2007  | Bills    | 285 000 $    | 3 006 150 $  | 735 000 $   | - | 1 758 850 $ | 5 785 000 $  |
| 2008  | Bills    | 375 000 $    | -            | -           | - | 4 500 000 $ | 4 875 000 $  |
| 2009  | Bills    | 518 823 $    | -            | -           | - | -           | 518 823 $    |
| 2010  | Seahawks | 885 000 $    | -            | -           | - | -           | 885 000 $    |
| 2011  | Seahawks | 2 140 000 $  | -            | -           | - | -           | 2 140 000 $  |
| 2012  | Seahawks | 4 000 000 $  | 6 000 000 $  | -           | - | -           | 10 000 000 $ |
| 2013  | Seahawks | 7 000 000 $  | -            | -           | - | -           | 7 000 000 $  |
| 2014  | Seahawks | 6 000 000 $  | -            | 500 000 $   | - | -           | 6 500 000 $  |
| 2015  | Seahawks | 4 500 000 $  | 7 500 000 $  | -           | - | 5 467 $     | 12 005 467 $ |
| 2017  | Raiders  | -            | -            | -           | - | -           | -            |
| Total | Total    | 25 703 823 $ | 16 506 150 $ | 1 235 000 $ | - | 6 264 317 $ | 49 709 290 $ |

Lynch entretient une relation particulière avec les bonbons Skittles. Lors de rencontres de saison régulière en 2011, il est filmé en train de manger des Skittles sur le bord du terrain. Les supporteurs célèbrent également ses touchdowns par des pluies de Skittles.
En 2016, Marshawn Lynch ouvre le magasin « Beast Mode » à Oakland dans lequel le joueur vend des produits de sa marque du même nom.

## Style de jeu et personnalité

### Style de jeu
Coureur puissant de 98 kilos, Lynch combine une vitesse extraordinaire, une bonne vision et un équilibre rare. Efficace entre les plaquages, il est également un très bon receveur. Il a la capacité d'effectuer des crochets pour battre ses adversaires.
Il gagne une réputation de joueur physique qui est difficile à bloquer et donc capable de gagner beaucoup de yards après le premier contact avec un défenseur adverse, d'où son surnom de « Beast Mode ». Avec Seattle, Lynch est la principale menace offensive de son attaque, obligeant les défenses à mettre un plan pour l'arrêter avant de penser au jeu à la passe,.

### Tatouages
Marshawn Lynch a un tatouage « Mama's Boy » dans son dos en hommage à sa mère. Il a un grand tatouage « OAKLAND » en majuscules sur sa poitrine.

## Lynch dans la culture populaire

### Jeux vidéo
- Marshawn Lynch apparait dans le jeu vidéo Call of Duty: Black Ops III.
- Il est également dans les jeux de football américain : NCAA 2005, NCAA 2006, NCAA 2007, Madden NFL 2008, Madden NFL 2009, Madden NFL 2010,Madden NFL 2011, Madden NFL 2012, Madden NFL 2013, Madden NFL 25, Madden NFL 2015 et Madden NFL 2016.

### Image médiatique
Lynch est connu pour ne pas aimer parler aux médias et il a donc reçu plusieurs amendes à chaque fois qu'il violait le règlement l'obligeant à s'exprimer devant eux. En réaction, lors de la journée des médias du Super Bowl XLIX à Glendale, Lynch a systématiquement donné la même réponse à toutes les questions des journalistes en répétant qu'il était uniquement présent pour éviter l'amende.
Après avoir pris sa retraite sportive une première fois après la saison 2015, Marshawn Lynch multiplie les apparences médiatiques. Il apparaît dans l'émission Running Wild with Bear Grylls tournée dans les montagnes de Corse, ainsi que dans la série télévisée Brooklyn-99 où il passe presque une heure à parler de son plat, faisant preuve d'autodérision vis-à-vis de son rapport avec les médias.

### Filmographie
Sauf indication contraire, les informations mentionnées dans cette section peuvent être confirmées par la base de données cinématographiques IMDb,  présente dans la section « Liens externes ».
- 2025 : Love Hurts de Jonathan Eusebio
- 2025 : The Pickup de Tim Story
- 2025 : Wild Speed Girl (Eenie Meanie) de Shawn Simmons